# Youngaia
Youngaia is een geslacht van vliesvleugeligen uit de familie bronswespen (Chalcididae). De wetenschappelijke naam van dit geslacht is voor het eerst geldig gepubliceerd in 1974 door Boucek.

## Soorten
Het geslacht Youngaia is monotypisch en omvat slechts de volgende soort:
- Youngaia spinosa Boucek, 1974